# F. Viala
F. Viala (aktivní kolem roku 1910) byl francouzský fotograf působící v Maroku. Je autorem celé řady aktů s orientální tematikou. Byl předním vydavatelem pohlednic se sídlem v marocké Casablance.

## Galerie

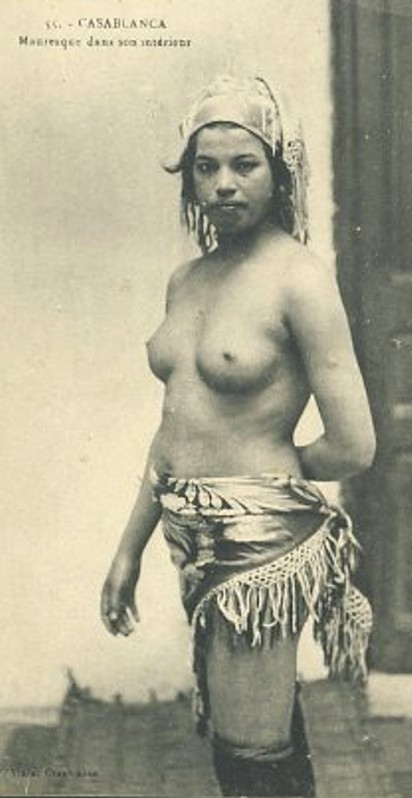
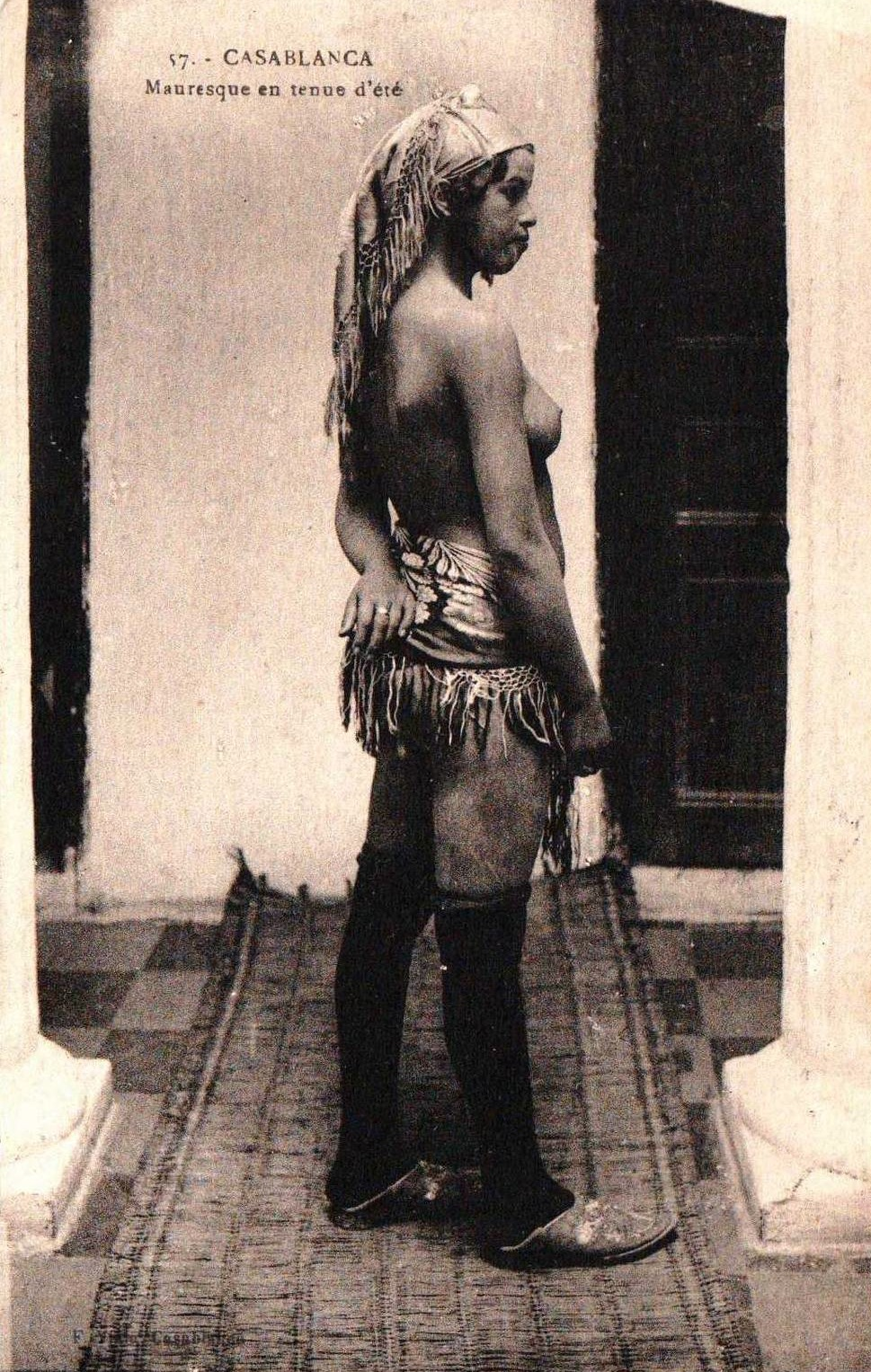
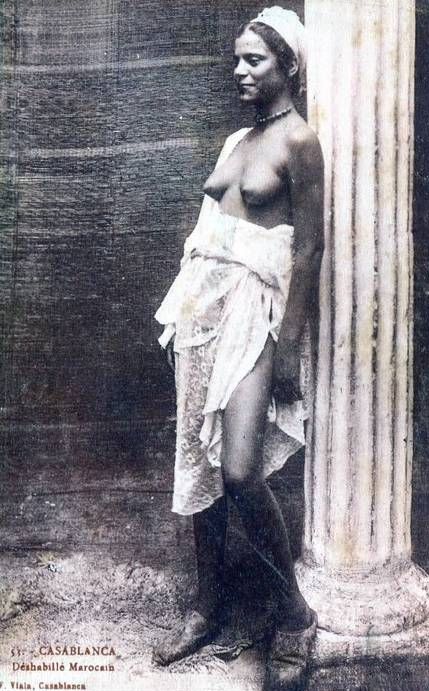
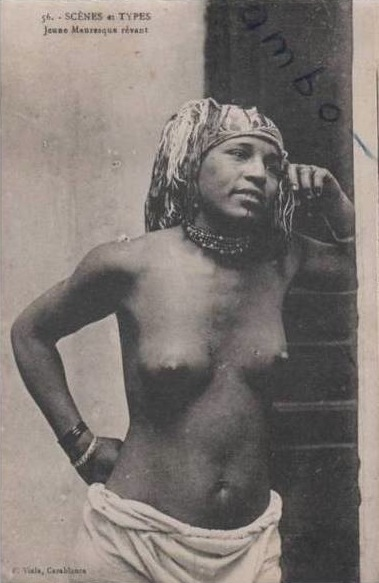
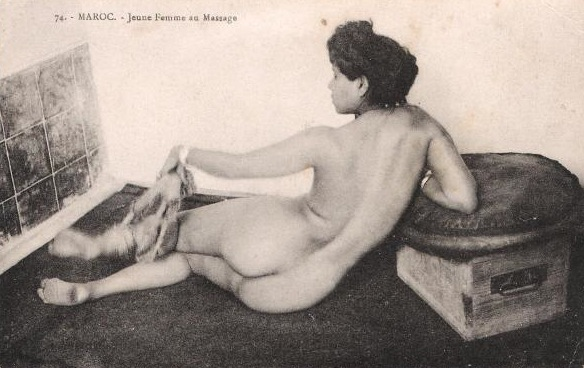
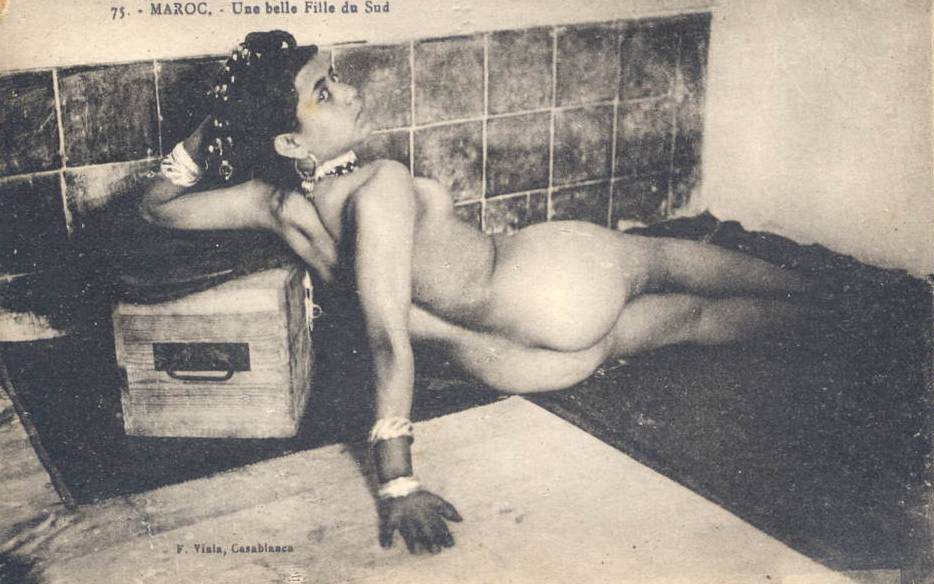
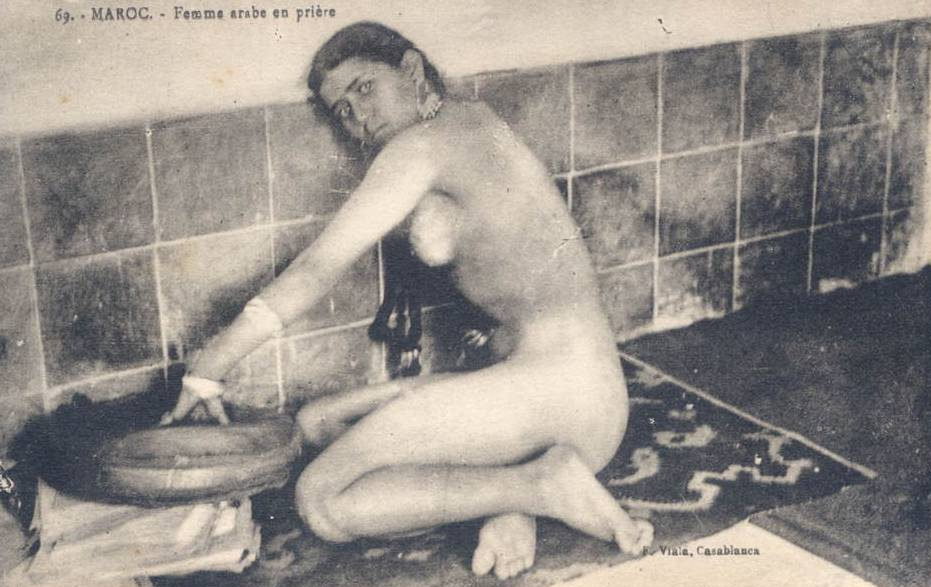
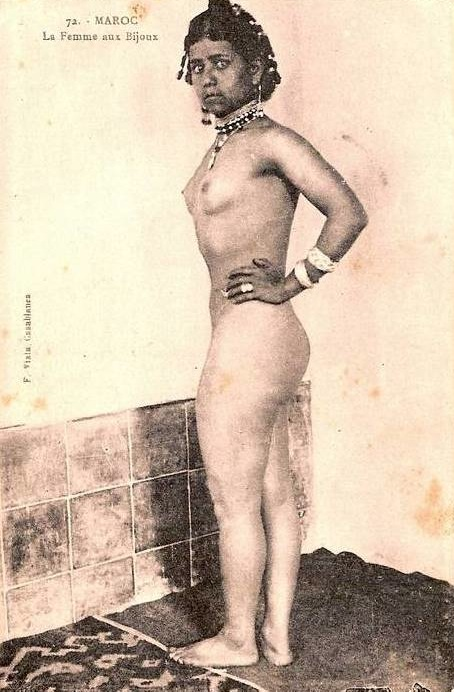
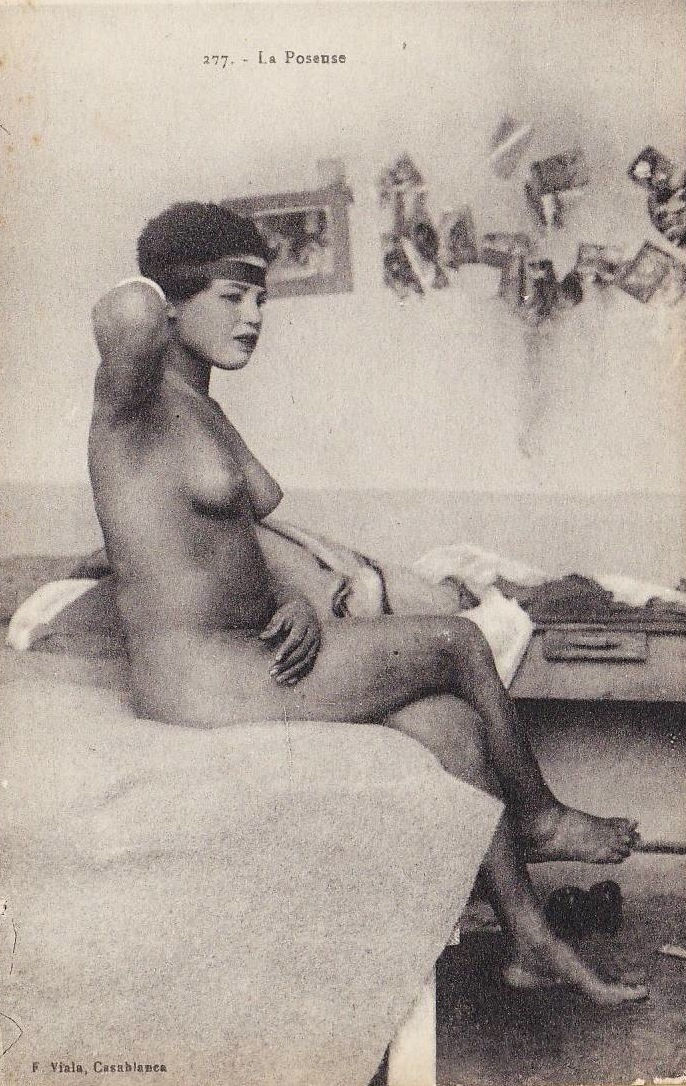
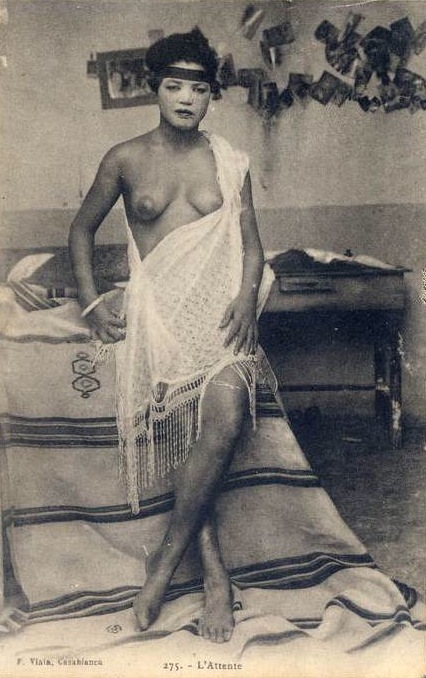
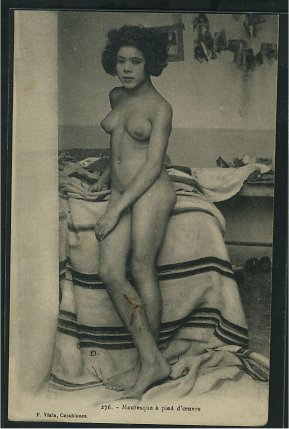